# لامونت (فلوریدا)
لامونت (به انگلیسی: Lamont) یک منطقهٔ مسکونی در ایالات متحده آمریکا است که در فلوریدا واقع شده‌است. لامونت ۶٫۰۸ کیلومتر مربع مساحت و ۱۷۸ نفر جمعیت دارد و ۱۹٫۲ متر بالاتر از سطح دریا واقع شده‌است.